# Lotus Air
Lotus Air fue una aerolínea con base en El Cairo, Egipto. Era una aerolínea chárter de propiedad privada que volaba principalmente a Europa. Su base principal era el Aeropuerto Internacional de El Cairo, con bases de operaciones en el Aeropuerto Abu Simbel, el Aeropuerto de Asuán, en Asuán, el Aeropuerto Internacional Sharm el-Sheikh, Aeropuerto Internacional Hurghada y el Aeropuerto Internacional de Luxor.

## Historia
La aerolínea se fundó en 1997 y comenzó sus operaciones en 1998. Tenía 370 empleados (en marzo de 2007).

## Flota
En diciembre de 2010 la flota de Lotus Air estaba compuesta por:
- 4 Airbus A320-200